# スタジオパークからおめでとう
『スタジオパークからおめでとう』は、NHK総合テレビジョンで毎年元日に放送されていた特別番組である。

## 概要
2部構成で実施しており、午前中の第1部は「スタジオパークからこんにちは」（以下・スタパ）をベースにし、正午のニュースを挟んで午後からは「土曜スタジオパーク」（以下・土スタ）をベースにしていた。ゲストも第1部はその時点で放送中の連続テレビ小説の出演者が、第2部はその年1月からスタートする大河ドラマの主演陣がそれぞれ登場していた。
2010年は午前中がなく、午後のみだった。2011年からは元日の放送自体が編成の都合上なく、前年12月31日午後に土スタをベースとした「スタジオパークおおみそかスペシャル」として、大河ドラマの主演俳優を迎えて放送された。

## 司会
1999年に「初夢テレビ'99」として放送された際は堀尾正明（当時スタパ司会）と黒田（現・渡邊）あゆみが司会を務め、その後2002年 - 2008年までは当時のスタパ司会コンビと、土スタ司会メンバーの一部又は全員が合同で番組を進行した。2009年以降はスタパ司会のみで進行したが、2010年は当時スタパメイン司会であった武内陶子が産休に入ったため、渡邊がメイン司会を代行した。

## 放送時間
すべてJST。
- 第1部：10:05 - 11:54
- 第2部：12:15 - 13:50

## 参考・外部リンク
- NHKクロニクル NHKアーカイブス保存番組検索